# 中村多聞
中村 多聞（なかむら たもん、1969年3月17日 - ）はアメリカンフットボールの元プロ選手で、現在はアメリカンフットボール評論家ならびにRB（ランニングバック）専門の指導者。タモン式ランニングバック養成所を運営。六本木でゴリゴリバーガータップルームを経営。

## 人物・略歴
大学以前・大学
小学生の時に「フットボール鷹」を読んでアメリカンフットボールのかっこよさに感激し、NFL選手を志してフットボールを始める。中学時代に恩師、板橋先生（2018年没）に出会いフットボールの教えを請う。その後河川敷のプライベートリーグでプレーを始める。高校にはフットボール部がなかったためプレーせず、大学3年時から本格的に始めた。大学４年時にジュニアオールスターに選出される。
社会人以降
大学時代にスカウトされた三武ペガサス球団に入団し、東日本社会人2部リーグでプレーする。
1993年にジュニアパールボウル敢闘賞を受賞。その後、サンスターファイニーズに移籍し、1部リーグでプレーする。
1997年、NFLヨーロッパに入団。アジア人初のRBとしてドイツのライン・ファイヤーに所属(98-99年)し、98年シーズンにワールドリーグ優勝を経験。
同年NFLグリーンベイ・パッカーズのキャンプに召集される。
帰国後は、Xリーグのアサヒ飲料チャレンジャーズでプレー。エースRBとして2000年、2001年のリーグ連覇に貢献し、2000年の西日本春季社会人選手権(グリーンボウル)、米国遠征のピッグスキンインターナショナル、社会人選手権（ジャパンXボウル）、日本選手権（ライスボウル）ではいずれもMVP（最優秀選手賞）に選出される。
現役引退後
2006年に現役を引退。2016年から日本フットボールのスタンダードを変えるべく、RB専門のコーチTamon’s Workshop Running Back training (タモン式ランニングバック養成所)をスタートし、IBMビッグブルー、京都大学ギャングスターズ、ノジマ相模原ライズ、早稲田大学ビッグベアーズなどで指導。指導対象は「心から上手くなりたいと思っている人」とする。
趣味
motoGPテレビ観戦（世界最高峰オートバイレース）。クラフトビール一気飲み。

## 成績
レギュラーシーズン年度別ラッシング成績
| 所属       | 年度 | GAME | ATT | YDS | AVG | TD |
| ---------- | ---- | ---- | --- | --- | --- | -- |
| 三武       | 1992 |      |     |     |     |    |
| 三武       | 1993 |      |     |     |     |    |
| 三武       | 1994 |      |     |     |     |    |
| サンスター | 1995 |      |     |     |     |    |
| サンスター | 1996 |      |     |     |     |    |
| サンスター | 1997 | 5    | 43  | 209 | 4.9 | 3  |
| アサヒ飲料 | 1998 | 5    | 58  | 346 | 6.0 | 5  |
| アサヒ飲料 | 1999 | 5    | 34  | 191 | 5.6 | 2  |
| アサヒ飲料 | 2000 | 5    | 63  | 285 | 4.5 | 4  |
| アサヒ飲料 | 2001 | 3    | 36  | 121 | 3.4 | 1  |
| アサヒ飲料 | 2002 | 1    | 1   | 17  | 17  | 0  |
| アサヒ飲料 | 2003 | 0    | -   | -   | -   | -  |
| アサヒ飲料 | 2004 | 5    | 38  | 212 | 5.6 | 3  |
| アサヒ飲料 | 2005 | 0    | -   | -   | -   | -  |
| アサヒ飲料 | 2006 | 5    | 32  | 137 | 4.3 | 4  |

ポストシーズンラッシング成績（パスレシーブ記録を除く）
| 所属       | 年度 | GAME   | ATT | YDS  | AVG  | TD | 対戦相手     | 勝敗 |
| ---------- | ---- | ------ | --- | ---- | ---- | -- | ------------ | ---- |
| 三武       | 1993 | 入替戦 | 26  | 179  | 6.9  | 3  | さくら銀行   | ★    |
| サンスター | 1997 | FINAL6 | 4   | 14   | 3.5  | 0  | オンワード   | ★    |
| アサヒ飲料 | 1998 | FINAL6 | 12  | 28   | 2.3  | 0  | リクルート   | ★    |
| アサヒ飲料 | 1999 | FINAL6 | 13  | 15   | 1.1  | 0  | アサヒビール | ★    |
| アサヒ飲料 | 2000 | FINAL6 | 14  | 76   | 5.4  | 0  | アサヒビール | ☆    |
| アサヒ飲料 | 2000 | FINAL4 | 18  | 81   | 4.5  | 1  | リクルート   | ☆    |
| アサヒ飲料 | 2000 | JXB    | 27  | 155  | 5.7  | 0  | 松下電工     | ☆    |
| アサヒ飲料 | 2000 | RICE   | 22  | 157  | 7.1  | 3  | 法政大学     | ☆    |
| アサヒ飲料 | 2001 | FINAL6 | 22  | 121  | 5.5  | 3  | アサヒビール | ☆    |
| アサヒ飲料 | 2001 | FINAL4 | 11  | 16   | 1.4  | 0  | 鹿島         | ☆    |
| アサヒ飲料 | 2001 | JXB    | 21  | 61   | 2.9  | 1  | 松下電工     | ☆    |
| アサヒ飲料 | 2001 | RICE   | 26  | 104  | 4.0  | 2  | 関西学院大学 | ★    |
| アサヒ飲料 | 2003 | FINAL4 | 3   | 55   | 18.3 | 0  | ON-SKY       | ★    |
| アサヒ飲料 | 2004 | FINAL6 | 20  | 81   | 4.0  | 0  | アサヒビール | ★    |
| 合計       |      |        | 239 | 1143 | 5.2  | 13 |              | 7-7  |

## コーチ歴
- 1995年　清教学園高校
- 2002年　アサヒ飲料
- 2005年　大阪学芸高校（RBコーチ）
- 2016年　IBMビッグブルー（RBコーチ）
- 2016年-2020年　ノジマ相模原ライズ（RBコーチ）
- 2016年-2020年　早稲田大学（RBコーチ）
- 2021年-2022年　IBMビッグブルー（RBコーチ）
- 2021年-2023年　電通キャタピラーズ（RBコーチ）